# Voyou – Der Gauner
Voyou – Der Gauner, auch Voyou oder Ein Strolch in Paris und Der Clou von Paris (Originaltitel: Le Voyou), ist eine französisch-Italienische Kriminalkomödie aus dem Jahre 1970. Regie führte Claude Lelouch.

## Handlung
Simon, der auch „Der Schweizer“ genannt wird, geht in ein Kino und sieht sich einen Gangsterfilm an. In Rückblenden und einem Film im Film wird die Geschichte erzählt.
In Paris plant Simon die Entführung des fünfjährigen Sohnes eines Industriellen, um so an ein Lösegeld im Umfang von mehreren Millionen zu gelangen. Um sich Zugang zur Wohnung des Opfers zu beschaffen, lässt Simon ein Gewinnspiel in einer Show, die im Fernehen übertragen wird, senden. Bedingung für den Gewinn ist es, dass der Kandidat in einem Simca-Taxi zum Sender gefahren wird. Die Eltern des Fünfjährigen nehmen an diesem Preisausschreiben teil, und in der Zwischenzeit hat Simon die Möglichkeit, das Kind zu entführen. Ihm kommt aber in die Quere, dass sich der Fünfjährige bei seinem Entführer wohlfühlt und sich hervorragend mit ihm versteht.

## Veröffentlichung
Der Film kam am 20. November 1969 in die französischen Kinos. Premiere in Westdeutschland war am 5. März 1971, in der DDR am 23. Juni 1972. 2009 veröffentlichte Sony eine DVD in französischer Sprache.

## Rezeption

### Preise und Auszeichnungen
Claude Lelouch gewann 1971 einen Donatello als bester ausländischer Regisseur.

### Kritik
„Eine erfrischend gespielte Krimi-Komödie mit einem hervorragenden Hauptdarsteller. Die eleganten formalen Spielereien können auf Dauer aber nicht die Banalität der Handlungs- und Typenklischees verdecken.“